# روميو

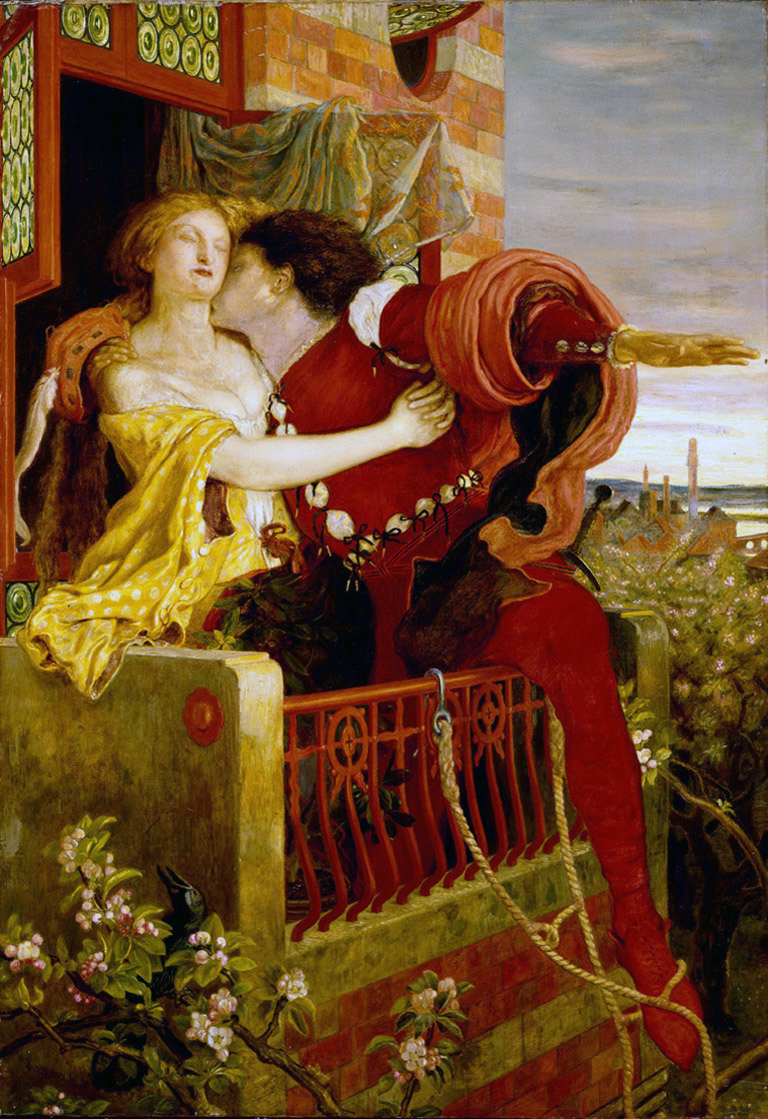
رسم لمشهد الشرفة للقاء روميو وجولييت للرسام فورد مادوكس براون

روميو شخصية رئيسية في كتاب ويليام شكسبير بعنوان روميو وجولييت.
روميو هو من عائلة مونتيغيو في فيرونا ويقع بحب الشابة جولييت من عائلة كابوليت من المدينة ذاتها بالرغم من الصراع التاريخي الكبير بين العائلتين. بعد أحداث أليمة تؤدي إلى موت العشيقين روميو وجولييت، تتصالح العائلتان ويقرران بناء تمثالين كبيرين بالذهب لهما ليخلداهما في المدينة.